# Крупский, Владимир Аркадьевич
Владимир Аркадьевич Крупский укр. Володимир Аркадійович Крупський (*30 мая 1960 г., село Хажин) - пастор Церкви адвентистов седьмого дня,  бывший президент Украинского униона Церкви адвентистов седьмого дня.

## Биография
- 30 мая 1960 г. - родился в селе Хажин Бердичевского района Житомирской области. Отец и мать Владимира Крупского Аркадий и Любовь были членами Церкви Адвентистов седьмого дня и дали ему христианское воспитание.
- В 1977 г. - он окончил среднюю общеобразовательную школу.
- В 1978 г. - он получил крещение в Бердичевской общине.
- С 1979 г. по 1981 г. - служил в строительных войсках в Курской, и потом в Калининградской областях СССР.
- В 1982 г. - Владимир жил в г. Днепродзержинске, занимался на курсах подготовки протестантских проповедников, организованных пастором П. Титковым в г. Харькове. Там, нелегально, вместе с другими изучал основные богословские предметы, церковное руководство, гомилетику и другие. По завершении обучения был призван руководством адвентистской общины на работу в г. Павлоград.
- В 1985 г. - получил от Григория Галана звание протестантского пресвитера.
- В 1987 г. - был переведен на служение в общину адвентистов г. Измаила.
- В 1989 г. - начал обучение на заочном богословском отделении «Заокской духовной академии». Завершил обучение бакалавриата по практическому богословию и окончил магистратуру в области развития общества.
- В 1990 г. - был переведен на служение в общину г. Николаева.
- В 1991 г. - на ІІ съезде Южно-украинской конференции был признан в качестве проповедника. На этом же съезде был избран руководителем отдела молодёжного служения конференции. Принял предложенные обязанности секретаря-казначея Южной конференции.
- В конце 1992 г. принял обязанности казначея этой конференции данной религиозной организации, а в январе 1993 г. - секретаря-казначея.
- На ІІІ съезде Южной конференции в мае 1994 г. его избирают президентом данного объединения адвентистов.
- В июле 1995 г. - он становится делегатом Всемирного съезда церкви адвентистов седьмого дня, который проходил в г. Утрехт.
- В мае 1997 г. - делегаты очередного съезда Южной конференции избирают его своим руководителем на второй срок.
- А на VІ съезде Украинской унионной конференции в 1998 г. он был избран президентом адвентистов на Украине, на пятилетний период. Избран был вновь[1].
- 28 августа 2010 г. - в Киевской области (Буча) на IX съезде Украинской унионной конференции он был переизбран[2]. Назначен секретарём Евро-Азиатского дивизиона[3].

### Личная жизнь
- В 1982 г. он соединил свою жизнь в браке с Лилией Буз.
- Их дети: два сына (Максим и Павлик), дочь(Елена).[источник не указан 4739 дней]